# Знаки почтовой оплаты Украины (2004)
Знаки почтовой оплаты Украины (2004) — перечень (каталог) знаков почтовой оплаты (почтовых марок), введённых в обращение почтой Украины в 2004 году.
В 2004 году было выпущено 87 памятных (коммеморативных) почтовых марок. Тематика коммеморативных марок охватывала юбилеи выдающихся деятелей культуры, памятники архитектуры Украины, знаменательные даты, виды представителей фауны и флоры и другие сюжеты. Кроме того, на протяжении года проводилась допечатка стандартных марок пятого (2001—2006) с литерным индексом «Е», «Є» и «С» вместо номинала и шестого (2002—2006) выпуска номиналом от 0,05 до 0,65 гривны массовым тиражом.
Все почтовые марки, введённые в обращение почтой Украины в 2004 году, напечатаны государственным предприятием «Полиграфический комбинат „Украина“».

## Список коммеморативных марок
Порядок следования элементов в таблице соответствует номеру по каталогу марок Украины на официальном сайте Укрпочты (укр. КМД УДППЗ «Укрпошта»), в скобках приведены номера по каталогу «Михель».
| № по каталогу                                                                                   | Изображение | Описание и источники | Номинал                         | Дата выпуска          | Тираж            | Художник                               |
| ----------------------------------------------------------------------------------------------- | ----------- | --- | ------------------------------- | --------------------- | ---------------- | -------------------------------------- |
| № 553 (Mi #613)                                                                                 |             | «85 років з часу проголошення об'єднання УНР і ЗУНР в єдину соборну незалежну державу». с укр. — «85 лет со дня провозглашения объединения УНР и ЗУНР в единое соборное независимое государство». | 0,45 гривны                     | 22 января 2004 года   | 150 000          | Алексей Кохан                          |
| № 554 (Mi #614)                                                                                 |             | Станіслав Людкевич (1879—1979). с укр. — «Станислав Людкевич (1879—1979)». | 0,45 гривны                     | 24 января 2004 года   | 150 000          | Василий Василенко                      |
| № 555 (Mi #615) № 556 (Mi #616) № 557 (Mi #617) № 558 (Mi #618) № 559 (Mi #619) № 560 (Mi #620) |             | Блок «Гетьманські клейноди та особисті речі Богдана Хмельницького»: Прапор. Військовий музей, Стокгольм; Булава. Музей війська польського, Варшава; Шапка. Національний музей історії України, Київ; Водосвятна чаша. Державний історичний музей, Москва; Кухоль. Фундація князів Чарторийських, Краків; Шабля. Фундація князів Чарторийських, Краків. с укр. — «Блок „Гетманские и личные вещи Богдана Хмельницкого“: - Знамя (Военный музей, Стокгольм); - Булава (Музей войска польского, Варшава); - Шапка (Национальный музей истории Украины, Киев); - Водосвятная чаша (Государственный исторический музей, Москва); - Кружка (Фонд князей Чарторыйских, Краков); - Сабля (Фонд князей Чарторыйских, Краков)». | 0,45 гривны                     | 29 января 2004 года   | 65 000           | Василий Василенко                      |
| № 561 (Mi #621) № 562 (Mi #622) № 563 (Mi #623)                                                 |             | Блок «Cуднобудування в Україні»: Танкер «Kriti Amber»; Великий протичовновий корабель «Миколаїв»; Авіаносець «Адмірал Флоту Радянського Союзу Кузнєцов». с укр. — «Блок „Судостроение на Украине“: - Танкер «Kriti Amber»; - Большой противолодочный корабль «Николаев»; - Авианосец «Адмирал флота Советского Союза Кузнецов»». | 1,00 2,50 3,50 гривны           | 21 февраля 2004 года  | 85 000           | Валерий Руденко                        |
| № 564 (Mi #624)                                                                                 |             | Тернопільська область. с укр. — «Тернопольская область». | 0,45 гривны                     | 3 марта 2004 года     | 150 000          | Александр Калмыков                     |
| № 565 (Mi #625)                                                                                 |             | «50 років членства України в ЮНЕСКО». с укр. — «50-летие членства Украины в ЮНЕСКО». | 0,45 гривны                     | 19 марта 2004 года    | 150 000          | Алексей Кохан                          |
| № 566 (Mi #626) № 567 (Mi #627) № 568 (Mi #628) № 569 (Mi #629) № 570 (Mi #630)                 |             | Блок «Метелики»: Ендроміс березовий; Бражник очковий; Стрічкарка блакитна; Райдужниця велика; Махаон. с укр. — «Блок „Мотыльки“: - Берёзовый шелкопряд (Endromis versicolora); - Бражник глазчатый (Smerinthus ocellatus); - Голубая орденская лента (Catocala fraxini); - Переливница тополёвая (Apatura ilia); - Махаон (Papilio machaon)». | 0,45 0,75 0,80 2,60 3,50 гривны | 26 марта 2004 года    | 100 000          | Геннадий Кузнецов                      |
| № 571 (Mi #631)                                                                                 |             | «Сергій Лифар (1904—1986)». с укр. — «Сергей Лифарь (1904—1986)». | 0,45 гривны                     | 2 апреля 2004 года    | 150 000          | Василий Василенко                      |
| № 572 (Mi #632)                                                                                 |             | Серія «Україна — космічна держава»: Державне конструкторське бюро «Південне» імені М. К. Янгеля. с укр. — «Серия „Украина — космическая держава“: - Государственное конструкторское бюро «Южное» имени Янгеля». | 0,45 гривны                     | 14 апреля 2004 года   | 480 000          | Василий Василенко                      |
| № 573 (Mi #678)                                                                                 |             | Серія «Україна — космічна держава»: «Хартрон» — системи керування в космосі і на землі. с укр. — «Серия „Украина — космическая держава“: - «Хартрон» — системы управления в космосе и на Земле». | 0,45 гривны                     | 12 ноября 2004 года   | 150 000          | Василий Василенко                      |
| № 574 (Mi #679)                                                                                 |             | Серія «Україна — космічна держава»: Зразки ракетної зброї минулих століть. с укр. — «Серия „Украина — космическая держава“: - Образцы ракетного оружия прошлых столетий». | 0,45 гривны                     | 12 ноября 2004 года   | 150 000          | Василий Василенко рисунок Юрия Логвина |
| № 575 (Mi #633)                                                                                 |             | «Чемпіонат Європи з важкої атлетики, м. Київ». с укр. — «Чемпионат Европы по тяжёлой атлетике, г. Киев». | 0,65 гривны                     | 20 апреля 2004 года   | 130 000          | Татьяна Нестерова                      |
| № 576 (Mi #634) № 577 (Mi #635) № 578 (Mi #636) № 579 (Mi #637)                                 |             | Блок «Європа 2004. Запрошуємо в Україну»: Ластівчине гніздо; Карпати; Хотинська фортеця; Києво-Печерська лавра. с укр. — «Блок „Европа 2004. Приглашаем на Украину“: - Ласточкино гнездо; - Карпаты; - Хотинская крепость; - Киево-печерская лавра». | 0,45 0,75 2,61 3,52 гривны      | 23 апреля 2004 года   | 70 000           | Мария Гейко                            |
| № 580 (Mi #638) № 581 (Mi #639) № 582 (Mi #640) № 583 (Mi #641)                                 |             | Буклет «Європа 2004. Запрошуємо в Україну»: Ластівчине гніздо; Карпати; Хотинська фортеця; Києво-Печерська лавра. с укр. — «Буклет „Европа 2004. Приглашаем на Украину“: - Ласточкино гнездо; - Карпаты; - Хотинская крепость; - Киево-печерская лавра». | 0,45 0,75 2,61 3,52 гривны      | 23 апреля 2004 года   | 10 000           | Мария Гейко                            |
| № 584 (Mi #642) № 585 (Mi #643) № 586 (Mi #644) № 587 (Mi #645)                                 |             | Зчіпка 100 років FIFA. с укр. — «Сцепка 100 лет FIFA». | 0,45 0,75 0,80 2,61 гривны      | 17 мая 2004 года      | 100 000          | Василий Василенко                      |
| № 588 (Mi #646)                                                                                 |             | UEFA 50 years. с укр. — «UEFA 50 лет». | 3,52 гривны                     | 17 мая 2004 года      | 100 000          | Владимир Колдуненко                    |
| № 589 (Mi #647)                                                                                 |             | Симон Петлюра (1879—1926). с укр. — «Симон Петлюра (1879—1926)». | 0,45 гривны                     | 21 мая 2004 года      | 120 000          | Василий Василенко                      |
| № 590 (Mi #648)                                                                                 |             | Серія «Київ очима художників»: Краєвид Києва з Андріївською церквою. 1889 р. Невідомий художник. с укр. — «Серия „Киев глазами художников“: - Вид на Киев с Андреевской церковью (Неизвестный художник, 1889)». | 0,45 гривны                     | 11 июня 2004 года     | 100 000          | Оксана Тернавская                      |
| № 591 (Mi #649)                                                                                 |             | Серія «Київ очима художників»: Фонтан біля Золотих воріт. Київ. с укр. — «Серия „Киев глазами художников“: - Фонтан возле Золотых ворот (Киев)». | 0,45 гривны                     | 11 июня 2004 года     | 100 000          | Оксана Тернавская                      |
| № 592 (Mi #650)                                                                                 |             | Серія «Київ очима художників»: Весна на Куренівці. 1914—1915 рр. с укр. — «Серия „Киев глазами художников“: - Весна на Куренёвке (1914—1915 гг)». | 0,45 гривны                     | 11 июня 2004 года     | 100 000          | Оксана Тернавская                      |
| № 593 (Mi #651)                                                                                 |             | Серія «Київ очима художників»: Київський Михайлівський собор з півдня. 1919 р. Микола Бурачек. с укр. — «Серия „Киев глазами художников“: - Киевский Михайловский собор с юга (Николай Бурачек, 1919 г.)». | 0,45 гривны                     | 11 июня 2004 года     | 100 000          | Оксана Тернавская                      |
| № 594 (Mi #652) № 595 (Mi #653) № 596 (Mi #654)                                                 |             | Зчіпка «Українські народні казки»: Котик; Івасик-Телесик; Котигорошко. с укр. — «Сцепка „Украинские народные сказки“: - Котик; - Ивасик-Телесик; - Катигорошек». | 0,45 гривны                     | 18 июня 2004 года     | 150 000 (50 000) | Кость Лавро                            |
| № 597 (Mi #655)                                                                                 |             | «Ігри XXVIII Олімпіади в Афінах». с укр. — «Игры XXVIII Олимпиады в Афинах». | 2,61 гривны                     | 26 июня 2004 года     | 100 000          | Кость Лавро                            |
| № 598 (Mi #656)                                                                                 |             | «Рівненська область». с укр. — «Ровненская область». | 0,45 гривны                     | 16 июля 2004 года     | 150 000          | Александр Калмыков                     |
| № 599 (Mi #660)                                                                                 |             | «Херсонська область». с укр. — «Херсонская область». | 0,45 гривны                     | 20 августа 2004 года  | 150 000          | Александр Калмыков                     |
| № 600 (Mi #668)                                                                                 |             | «Полтавська область». с укр. — «Полтавская область». | 0,45 гривны                     | 22 сентября 2004 года | 150 000          | Александр Калмыков                     |
| № 601 (Mi #657)                                                                                 |             | «Марія Заньковецька (1854—1934)». с укр. — «Заньковецкая, Мария Константиновна (1854—1934)». | 0,45 гривны                     | 23 июля 2004 года     | 200 000          | Катерина Штанко                        |
| № 602 (Mi #658)                                                                                 |             | «Михайло Максимович (1804—1873)». с укр. — «Михаил Максимович (1804—1873)». | 0,45 гривны                     | 23 июля 2004 года     | 200 000          | Василий Василенко                      |
| № 603 (Mi #659)                                                                                 |             | «Балаклаві — 2500». с укр. — «Балаклаве — 2500». | 0,45 гривны                     | 14 августа 2004 года  | 200 000          | Мария Гейко                            |
| № 604 (Mi #661)                                                                                 |             | «Харкову — 350». с укр. — «Харькову — 350». | 0,45 гривны                     | 20 августа 2004 года  | 360 000          | Сергей Мозговой                        |
| № 605 (Mi #662) № 606 (Mi #663) № 607 (Mi #664) № 608 (Mi #665)                                 |             | Зчіпка «Мости»: Інгульський міст у Миколаєві; Дарницький міст у Києві; Міст імені Б. М. Преображенського у Запоріжжі; Південно-Бузький міст у Миколаєві. с укр. — «Сцепка „Мосты“: - Ингульский мост в Николаеве; - Дарницкий мост в Киеве; - Мост имени Б. Н. Преображенского в Запорожье; - Южно-Бугский мост в Николаеве». | 0,45 гривны                     | 25 августа 2004 года  | 150 000          | Александр Калмыков                     |
| № 609 (Mi #666)                                                                                 |             | Блок «Пам’ятка архітектури XIX ст. Київський університет ім. Тараса Шевченка. 170 років з часу заснування». с укр. — «Блок „Памятник архитектуры XIX века: Киевский университет им. Тараса Шевченко“». | 2,61 гривны 25 000 (карб.)      | 15 сентября 2004 года | 50 000           | Сергей Беляев                          |
| № 610 (Mi #667)                                                                                 |             | Єлисаветград 250 Кіровоград. с укр. — «Елисаветгра́д 250 Кировогра́д». | 0,45 гривны                     | 17 сентября 2004 года | 200 000          | В. Стороженко                          |
| № 611 (Mi #669) № 612 (Mi #670) № 613 (Mi #671) № 614 (Mi #672)                                 |             | Зчіпка «Історія війська в Україні»: Дружинник Віщого Олега. X ст.; Народне ополчення. XI—XII ст.; Стрілець з Надросся. XII ст.; Кіннотник Данила Галицького. XIII ст. с укр. — «Сцепка из серии „История войска Украины“: - Дружинник Вещего Олега, X век; - Народное ополчение, XI—XII век; - Стрелец из Надросья, XII век; - Конник Даниила Галицкого, XIII век». | 0,45 гривны                     | 15 октября 2004 года  | 150 000          | Юрий Логвин                            |
| № 615 (Mi #673) № 616 (Mi #674) № 617 (Mi #675) № 618 (Mi #676) № 619 (Mi #677)                 |             | Блок «Дунайський біосферний заповідник»: Лебідь-шипун; Баклан малий; Чепура велика; Гуска сіра; Косар. с укр. — «Блок „Дунайский биосферный заповедник“: - Лебедь-шипун (Cygnus olor); - Малый баклан (Phalacrocorax pygmaeus); - Большая белая цапля (Egretta alba); - Серый гусь (Anser anser); - Обыкновенная колпица (Platalea leucorodia)». | 0,45 0,75 0,80 2,61 3,52 гривны | 26 октября 2004 года  | 70 000           | Сергей Мозговой Александр Легкобит     |
| № 620 (Mi #680) № 621 (Mi #681) № 622 (Mi #682)                                                 |             | Зчіпка «З Різдвом Христовим!». с укр. — «Сцепка „С Рождеством Христовым!“». | 0,45 гривны                     | 26 ноября 2004 года   | 280 000 560 000  | Мария Гейко                            |
| № 623 (Mi #683) № 624 (Mi #684) № 625 (Mi #685)                                                 |             | Зчіпка «З Новим роком! З Новим щастям!». с укр. — «Сцепка „С Новым годом! С Новым счастьем!“». | 0,45 гривны                     | 26 ноября 2004 года   | 280 000 560 000  | Мария Гейко                            |
| № 626 (Mi #686) № 627 (Mi #687)                                                                 |             | Зчіпка «Україна — Іран»: Aнтонов-140; Іран-140. с укр. — «Сцепка „Украина — Иран“: - Антонов-140; - Иран-140». | 0,80 гривны                     | 30 ноября 2004 года   | 100 000          | Александр Калмыков                     |
| № 628 (Mi #688) № 629 (Mi #689) № 630 (Mi #690) № 631 (Mi #691) № 632 (Mi #692) № 633 (Mi #693) |             | Блок «Український народний одяг». с укр. — «Блок „Украинский народный костюм“: - Львовщина; - Ивано-Франковщина; - Гуцульщина». | 0,60 гривны                     | 10 декабря 2004 года  | 100 000          | Николай Кочубей                        |
| № 628 (Mi #688) № 629 (Mi #689)                                                                 |             | Зчіпка «Український народний одяг. Львівщина»: Стрітення; Воздвиження. с укр. — «Сцепка „Украинский народный костюм: Львовщина“: - Сретенье; - Воздвиженье». | 0,60 гривны                     | 10 декабря 2004 года  | 150 000          | Николай Кочубей                        |
| № 630 (Mi #690) № 631 (Mi #691)                                                                 |             | Зчіпка «Український народний одяг. Івано-Франківщина»: Троїсті музики; Весілля. с укр. — «Сцепка „Украинский народный костюм: Ивано-Франковщина“: - Троистые музыки; - Свадьба». | 0,60 гривны                     | 10 декабря 2004 года  | 150 000          | Николай Кочубей                        |
| № 632 (Mi #692) № 633 (Mi #693)                                                                 |             | Зчіпка «Український народний одяг. Гуцульщина»: Святвечір; Різдво Христове. с укр. — «Сцепка „Украинский народный костюм: Гуцульщина“: - Рождественский сочельник; - Рождество Христово». | 0,60 гривны                     | 10 декабря 2004 года  | 150 000          | Николай Кочубей                        |

## Комментарии
1. ↑  Коммеморативные марки — обобщённое название специальных художественных (памятных, юбилейных и других) почтовых марок. Для упрощения терминологии в случаях, когда требуется лишь подчеркнуть, что данная марка не является общеупотребляемой (то есть стандартной), под термином «коммеморативная марка» подразумевают, кроме перечисленных выше, также тематические (рисунки которых, посвящены определённой теме коллекционирования) марки. Также все упомянутые марки, объединённые термином «коммеморативная», имеют общую черту: как правило, такие марки изготовляются на высоком полиграфическом уровне[3].
2. ↑  Ниже приведён перечень памятных художественных марок (с возможностью сортировки по номиналу, тиражу и дате введения в обращение).
3. ↑  По рисунку марки № 576, но меньшего размера[27].
4. ↑  По рисунку марки № 577, но меньшего размера[27].
5. ↑  По рисунку марки № 578, но меньшего размера[27].
6. ↑  По рисунку марки № 579, но меньшего размера[27].
7. ↑  Использован эскиз почтового блока № 65 с почтовой маркой № 64 (номиналом 25 000 купоно-карбованцев дизайн[en] Сергея Беляева, выпущена в обращение 24 сентября 1994 года) с надпечаткой нового номинала 2,61 гривны (прежний на почтовом блоке зачёркнут).